# Gewöhnlicher Rosskümmel
Der Gewöhnliche Rosskümmel (Laser trilobum), auch Dreilappiger Rosskümmel genannt, ist eine Pflanzenart aus der Gattung Rosskümmel (Laser) innerhalb der Familie der Doldenblütler (Apiaceae).

## Beschreibung

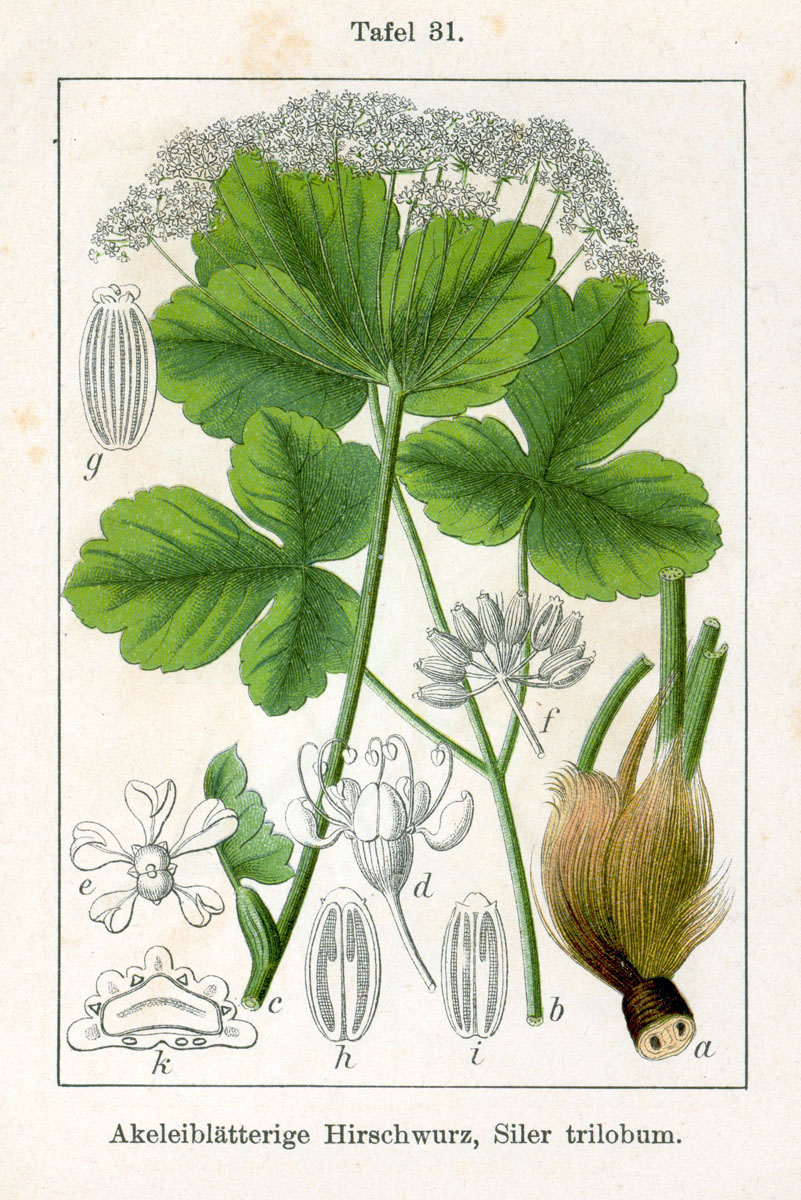
Illustration aus Sturm

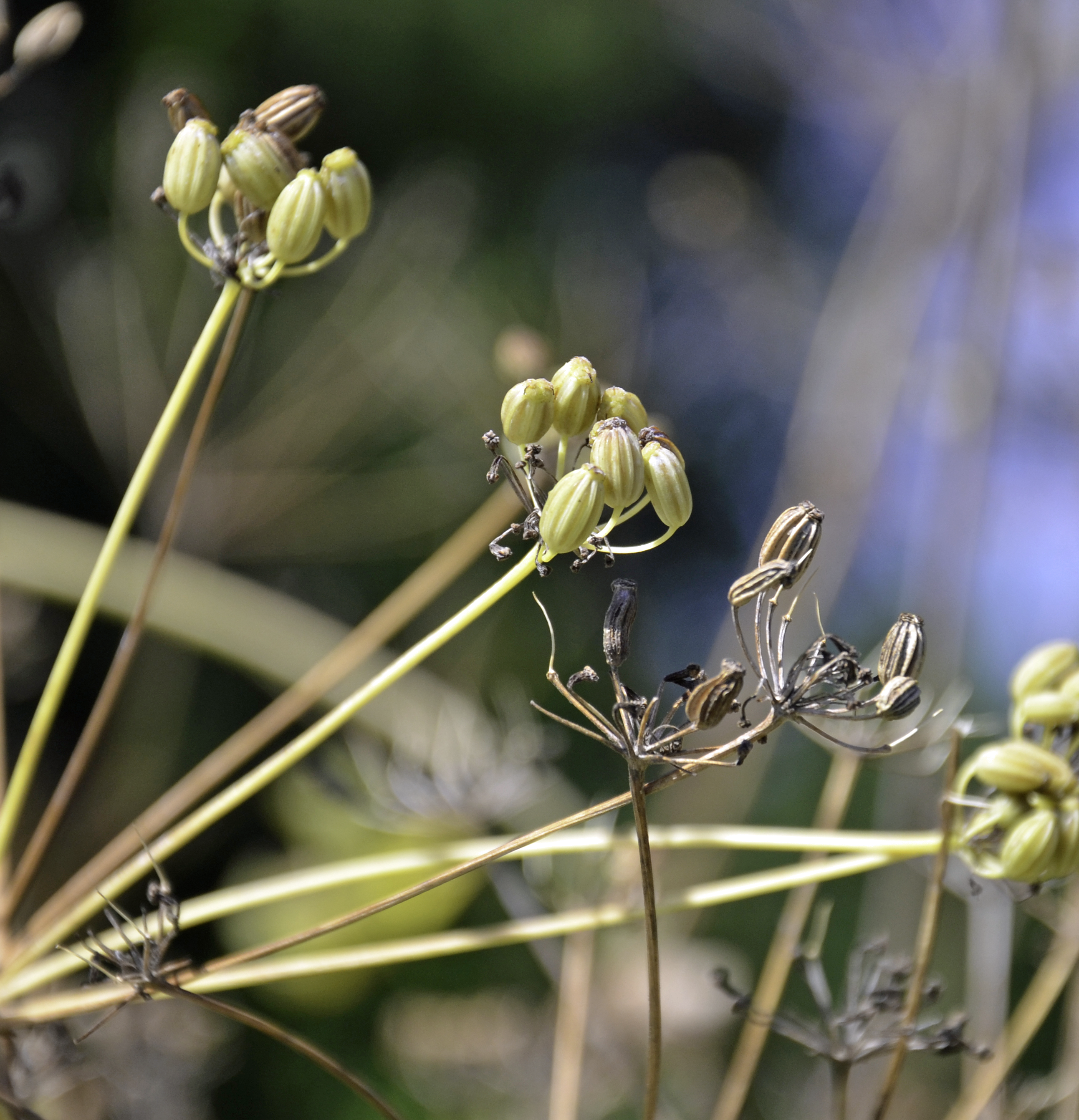
Fruchtstand

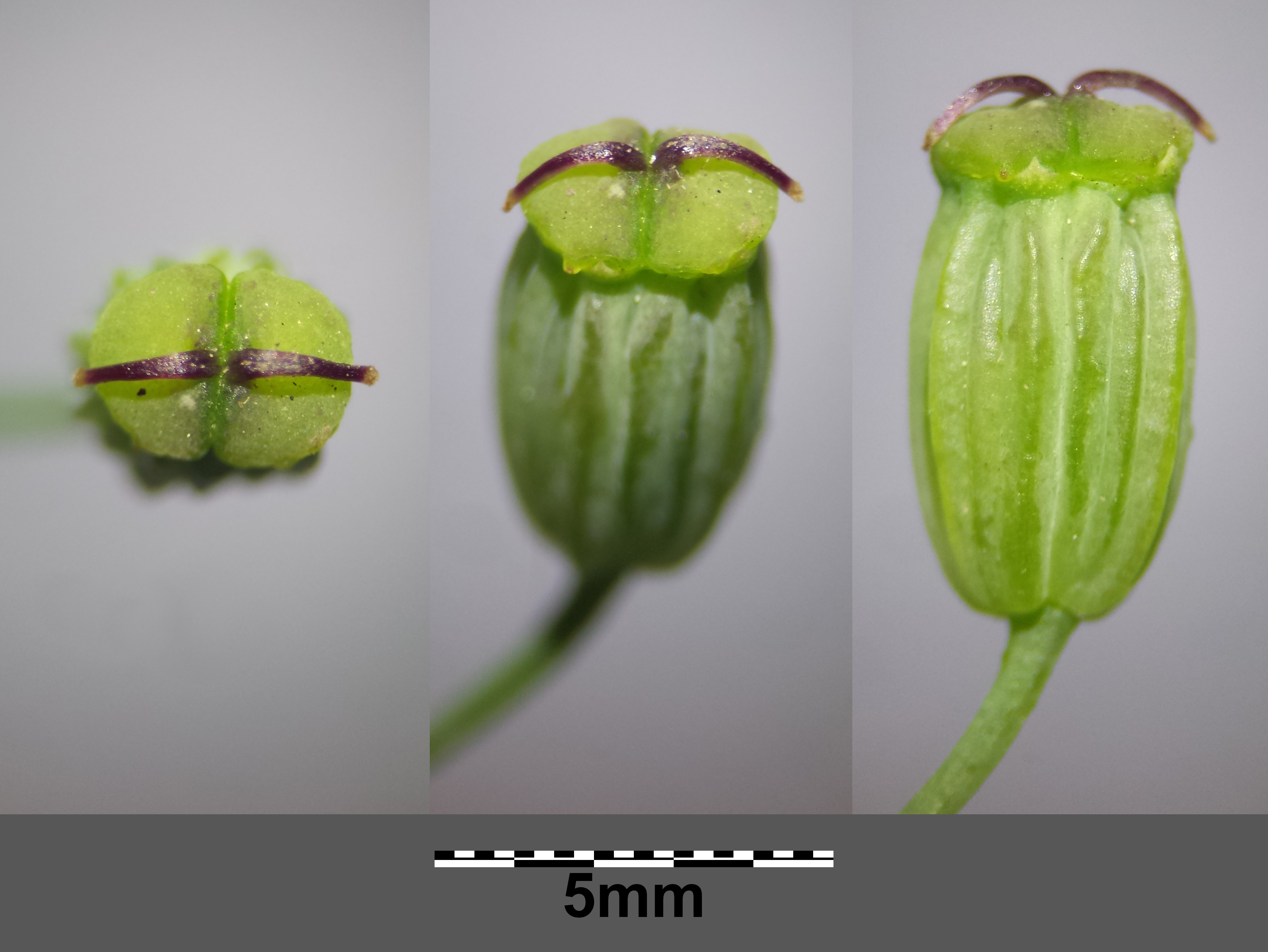
Unreife Doppelachäne mit den zwei Griffeln

### Vegetative Merkmale
Der Gewöhnliche Rosskümmel ist eine ausdauernde krautige Pflanze, die Wuchshöhen von 60 bis 120 Zentimetern erreicht. Die Pflanzenteile besitzen einen starken Kümmel-Geruch. Die „Grundachse“ ist fingerdick, walzlich und oben mit Faserschopf. Der aufrechte Stängel ist stielrund, fein gerillt, bläulich bereift, im oberen Teil verzweigt und gänzlich kahl.
Die wechselständig am Stängel angeordneten Laubblätter sind zwei- oder meist dreifach und dreizählig gefiedert. Deren unterseits bläuliche Blattabschnitte sind bei einer Länge von etwa 5 (4 bis 10) Zentimetern verkehrt-eiförmig bis rundlich, am Grund herzförmig und ungleich stumpf gekerbt bis gelappt. Die Endabschnitte der unteren Blätter sind tief dreilappig. Die oberen Stängelblätter sind weniger stark zerteilt und auf den Blattscheiden sitzend. Die grundständigen Laubblätter sind lang gestielt.

### Generative Merkmale
Die Blütezeit reicht von Mai bis Juni. In einem doppeldoldigen Blütenstand stehen an 11 bis 20 Strahlen 11 bis 20 Döldchen zusammen. Die Doppeldolde ist mit einem Durchmesser bis zu 25 Zentimetern relativ. Die nur wenigen Hüllblätter und Hüllchenblätter sind hinfällig.
Die zwittrigen oder männlichen Blüten sind fünfzählig mit doppelter Blütenhülle. Der Kelch ist deutlich fünfzähnig. Die fünf reinweißen oder rötlichen Kronblätter sind lang genagelt und verkehrt-eiförmig; ihr oberer Teil ist eingeschlagen. Die Kronblätter sind im eingeschlagenen Zustand 1,5 Millimeter lang und 1 Millimeter breit. Die zwei Griffel sind 1,5 bis 2 Millimeter lang und über das Griffelpolster zurückgeschlagen. Der Fruchtknoten ist kahl.
Die Doppelachänen sind bei einer Länge von 5 bis 10 Millimetern eiförmig oder länglich, abgeflacht und besitzen eine breite Fugenfläche. Die Teilfrüchte haben je fünf Haupt- und vier Nebenrippen. Das Griffelpolster ist gewölbt und hat einen gekerbten Rand. Die Ölstriemen sind groß und stehen einzeln unter den Nebenrippen. An der Fugenfläche gibt es vier Ölstriemen. Der Fruchthalter ist frei und tief zweiteilig.

### Chromosomensatz
Bei Laser trilobum liegt Diploidie vor und die Chromosomenzahl beträgt 2n = 22.

## Vorkommen und Artenschutz
Der Gewöhnliche Rosskümmel ist ein gemäßigt-kontinental-ost-submediterranes Florenelement. Er ist von West- über Mittel- bis Ost- sowie Südosteuropa bis Westasien und den Kaukasusraum verbreitet. Es gibt Fundortangaben von Westfrankreich über Deutschland, Österreich, Tschechien, Ungarn, Italien, die Slowakei, Serbien, Kroatien, Bulgarien, Rumänien, Albanien, Montenegro, Nordmazedonien, die Ukraine, die Krim, Moldawien, Armenien, Georgien, die Türkei, den Libanon, Syrien bis zum Iran.
In Deutschland ist der Gewöhnliche Rosskümmel sehr selten anzutreffen; Vorkommen befinden sich in Niedersachsen, im Oberwesertal, in Hessen sowie im Maingebiet; ein größeres Vorkommen findet sich am Pagenrücken zwischen Lütgenade und Warbsen (Kreis Holzminden, Weserbergland). Laser trilobum ist nach der Bundesartenschutzverordnung in Deutschland besonders geschützt. Laser trilobum fehlt in der Schweiz.
Laser trilobum wächst auf  mehr oder weniger trockenen, kalkreichen beziehungsweise lehmigen Böden. Er gedeiht meist in Waldsaumgesellschaften. Laser trilobum ist pflanzensoziologisch eine Charakterart des Calamintho-Laseretum trilobi aus dem Verband Geranion sanguinei.

## Taxonomie
Die Erstveröffentlichung erfolgte 1753 unter dem Namen (Basionym) Laserpitium trilobum durch Carl von Linné in Species Plantarum, Tomus I, Seite 248. Die Neukombination zu Laser trilobum (L.) Borkh. wurde 1795 durch Moritz Balthasar Borkhausen in Der Botaniker, oder, compendiöse Bibliothek aller Wissenswürdigen aus dem Gebiete der Botanik, Band 13–15, Seite 246 veröffentlicht. Das Artepitheton trilobum bedeutet „dreilappig“.